# Марсель-Ла-Пуант-Руж
Марсе́ль-Ла-Пуа́нт-Руж (фр. Marseille-La Pointe-Rouge) — кантон во Франции, находится в регионе Прованс — Альпы — Лазурный Берег, департамент Буш-дю-Рон. Входит в состав округа Марсель.
Код INSEE кантона — 1344. В кантон Марсель-Ла-Пуант-Руж входит часть коммуны Марсель.
Население кантона на 2008 год составляло 31 392 человека.

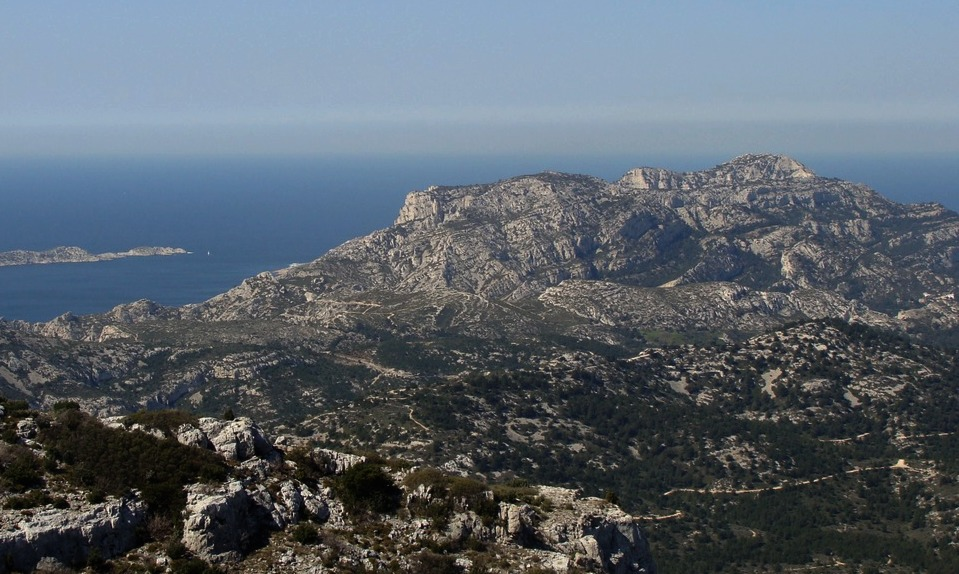
Массив де Марсельер
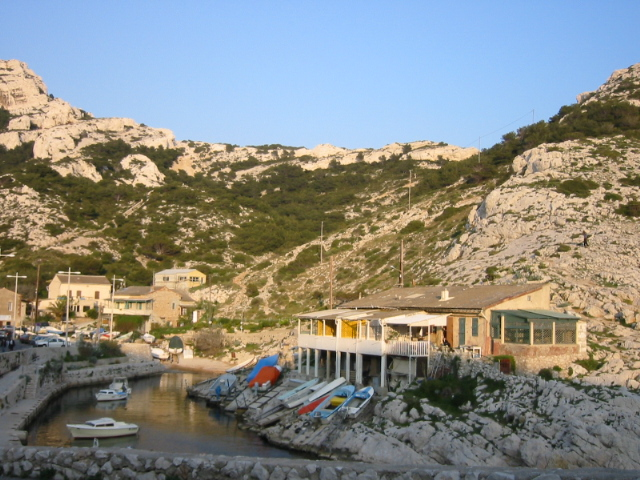
Ле-Гуд